# Eat Static
Az Eat Static egy angol instrumentális space-rock/techno/psytrance együttes, amelyet az Ozric Tentacles tagja, Merv Pepler alapított. Rajta kívül még két tag volt a zenekarban: Steve Everitt és Joie Hinton. 1989-ben alakultak a somerseti Frome-ban. Főbb témáik közé tartoznak az ufók és a földönkívüliek.

## Diszkográfia
Stúdióalbumok
- Prepare Your Spirit (1992)
- Abduction (1993)
- Implant (1995)
- Science of the Gods (1997)
- Crash and Burn! (2000)
- In the Nude! (2001)
- De-Classified (2007)
- Back to Earth (2008)
- Dead Planet/Human Upgrade (2015)
- Last Ship to Paradise (2017)